# Friedrich Dickel
Friedrich Dickel (Wuppertal, 9 dicembre 1913 – Berlino, 23 ottobre 1993) è stato un politico e generale tedesco, ministro dell'interno della Repubblica Democratica Tedesca per oltre 26 anni dal 1963 al 1989.

## Biografia
Dickel entrò nel Partito Comunista di Germania nel 1931. Fu ufficiale militare della Nationale Volksarmee con il grado di colonnello generale. Durante la guerra civile spagnola combatté nelle brigate internazionali insieme ad altri comunisti tedeschi tra cui il futuro capo della Stasi Erich Mielke.
Dopo l'ascesa del regime nazista in Germania, si trasferì e visse per un periodo in Unione Sovietica. Ritornò nella Germania Est nel 1946. In seguito divenne membro del Partito Socialista Unificato di Germania e del suo comitato centrale, e servì come capo della polizia di Berlino.
Fu nominato Ministro dell'Interno della Repubblica Democratica Tedesca il 14 novembre 1963, rimpiazzando Karl Maron. Diresse anche la Volkspolizei durante il suo periodo di ministro dell'interno. Il mandato di Dickel terminò il 18 novembre del 1989 quando fu forzato a dimettersi in seguito all'inizio dell'atmosfera di cambio che portò alla riunificazione tedesca nel 1990. Il suo posto fu preso da Lothar Ahrendt. Nel dicembre del 1990 Dickel si ritirò dalla vita politica attiva. Morì a Berlino il 23 ottobre 1993 dopo una lunga malattia all'età di 79 anni.